# Alfa de l'Au del Paradís
Alfa de l'Au del Paradís (α Apodis) és l'estel més brillant de la constel·lació de l'Au del Paradís, amb magnitud aparent +3,83. Es troba a 411 anys llum de distància del Sistema Solar.
Alfa de l'Au del Paradís és una gegant taronja, el tipus espectral del qual varia segons la font consultada entre K2.5III i K5III. D'acord amb això, la seva temperatura superficial estaria compresa entre 4256 K (si el seu tipus és K2.5) i 4100 K (si és K5). En el primer cas, la seva lluminositat és equivalent a 750 sols i el seu radi és unes 49 vegades més gran que el radi solar. En el segon cas (tipus K5), la seva lluminositat augmenta fins a 910 sols i el seu radi seria 60 vegades major que el radi solar. De qualsevol manera, Alfa de l'Au del Paradís és una geganta més o menys corrent —com molts altres estels visibles en el firmament— en el nucli del qual té lloc la fusió de l'heli. En l'inici de la seva vida tenia una massa entre 4 i 5 vegades la massa solar; en un futur, una vegada es desprengui de les seves capes exteriors, acabarà els seus dies com una nana blanca.